# Toksværd Sogn
Toksværd Sogn er et sogn i Næstved Provsti (Roskilde Stift).
I 1800-tallet var Toksværd Sogn et selvstændigt pastorat. Det hørte til Hammer Herred i Præstø Amt. Toksværd sognekommune blev ved kommunalreformen i 1970 indlemmet i Holmegaard Kommune, der ved strukturreformen i 2007 indgik i Næstved Kommune.
I Toksværd Sogn ligger Toksværd Kirke.
I sognet findes følgende autoriserede stednavne:
- Attebanke (areal)
- Boserup (bebyggelse, ejerlav)
- Brunebanke (areal)
- Dysted (bebyggelse, ejerlav)
- Graverhuse (bebyggelse)
- Gødstrup (bebyggelse, ejerlav)
- Hovkrog (bebyggelse)
- Klokkergårde (bebyggelse)
- Nørre Tvede (bebyggelse, ejerlav)
- Porsmose (areal, ejerlav)
- Ravnsbjerg (bebyggelse, ejerlav)
- Ravnsbjerg Løjed (bebyggelse)
- Ravnstrup (bebyggelse, ejerlav)
- Smut-igennem (bebyggelse)
- Sparresholm (ejerlav, landbrugsejendom)
- Sørup (bebyggelse, ejerlav)
- Sørup Løjed (bebyggelse)
- Toksværd (bebyggelse, ejerlav)